# Třída Hida
Třída Hida je třída oceánských hlídkových lodí japonské pobřežní stráže. Skládá se ze tří jednotek. Ve službě je od roku 2006.

## Stavba
Plavidla představují zvětšenou verzi předcházející třídy Aso. Celkem byly postaveny tři jednotky této třídy. První a druhou postavila loděnice Mitsubishi Heavy Industries v Šimonoseki a třetí loděnice IHIMU v Jokohamě.
Jednotky třídy Hida:
| Jméno          | Založení kýlu   | Spuštěna       | Vstup do služby | Status  |
| -------------- | --------------- | -------------- | --------------- | ------- |
| Hida (PL-51)   | 21. ledna 2005  | 9. srpna 2005  | 18. dubna 2006  | aktivní |
| Akaiši (PL-52) | 21. ledna 2005  | 21. října 2005 | 18. dubna 2006  | aktivní |
| Kiso (PL-53)   | 15. března 2006 | 17. srpna 2007 | 11. března 2008 | aktivní |

## Konstrukce

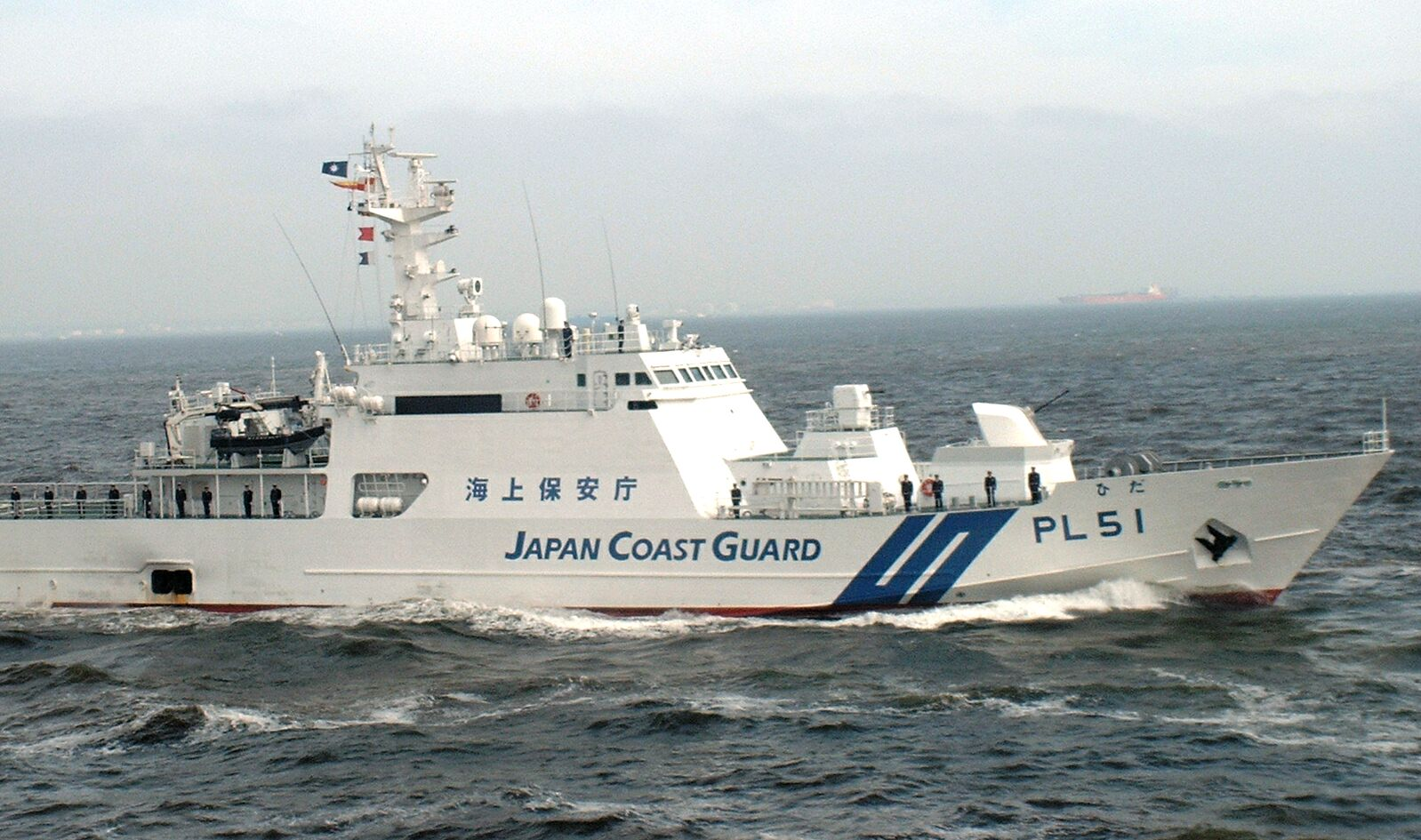
Hida (PL-51)

Výzbroj tvoří jeden 40mm kanón Bofors Mk.3 a jeden rotační 20mm kanón JM-61-RFS Sea Vulcan na plošině před můstkem. Plavidla jsou vybavena rychlými čluny RHIB a záchranářskými čluny ze sklolaminátu. Na zádi se nachází přistávací plocha pro jeden vrtulníky EC 225. Plavidla však nejsou vybavena hangárem. Pohonný systém tvoří čtyři diesely MTU 20V 1163 TB93, každý o výkonu 8490 hp, pohánějící čtyři vodní trysky. Kvůli zlepšení nautických vlastností jsou plavidla vybavena páry aktivních ploutvových stabilizátorů. Nejvyšší rychlost dosahuje 30 uzlů.